# Campionato tedesco di hockey su pista
Il campionato tedesco di hockey su pista è l'insieme dei tornei istituiti e organizzati dalla DRVI. Dalla stagione 1920 esiste in Germania un campionato di massima divisione maschile. I vincitori di tale torneo si fregiano del titolo di campioni di Germania.

## Struttura

### Rollhockey-Bundesliga
La Rollhockey-Bundesliga è il massimo livello del campionato tedesco di hockey su pista ed è gestito dalla federazione tedesca. Il torneo viene disputato tra nove squadre con la formula del girone unico all'italiana. Al termine della stagione regolare le prime otto squadre partecipano ai play off. A seconda del piazzamento finale dopo i play-off si hanno i seguenti verdetti:
- 1ª classificata: campione di Germania;
- 9ª classificata: retrocessa nella stagione successiva in 2.Bundesliga.

### 2.Bundesliga
La 2.Bundesliga è il torneo di secondo livello del campionato tedesco di hockey su pista ed è gestito anch'esso dalla federazione tedesca. Il torneo viene disputato tra cinque squadre con la formula del girone unico all'italiana. Al termine della stagione regolare si hanno i seguenti verdetti:
- 1ª classificata: promossa in Rollhockey-Bundesliga nella stagione successiva;
- 5ª classificata: retrocessa nella stagione successiva Regionalliga.

### Regionalliga
La Regionalliga è il torneo di terzo livello del campionato tedesco di hockey su pista ed è gestito anch'esso dalla federazione tedesca. È diviso in due gironi (West e Ost). La squadra vincente è promessa in 2.Bundesliga nella stagione successiva.

## Piramide attuale
| Livello | Livello | Serie                                                                   | Serie                                                                   | Serie                                                                   | Serie                                                                   | Serie                                                                   | Serie                                                                   | Serie                                                                   | Serie                                                                   | Serie                                                                   | Serie                                                                   | Serie                                                                   | Serie                                                                   | Serie                                                                   | Serie                                                                   | Serie                                                                   | Serie                                                                   | Serie                                                                   | Serie                                                                   |
| ------- | ------- | ----------------------------------------------------------------------- | ----------------------------------------------------------------------- | ----------------------------------------------------------------------- | ----------------------------------------------------------------------- | ----------------------------------------------------------------------- | ----------------------------------------------------------------------- | ----------------------------------------------------------------------- | ----------------------------------------------------------------------- | ----------------------------------------------------------------------- | ----------------------------------------------------------------------- | ----------------------------------------------------------------------- | ----------------------------------------------------------------------- | ----------------------------------------------------------------------- | ----------------------------------------------------------------------- | ----------------------------------------------------------------------- | ----------------------------------------------------------------------- | ----------------------------------------------------------------------- | ----------------------------------------------------------------------- |
| 1       | 1       | Deutscher Rollsport-und Inline- Verband Rollhockey-Bundesliga 9 squadre | Deutscher Rollsport-und Inline- Verband Rollhockey-Bundesliga 9 squadre | Deutscher Rollsport-und Inline- Verband Rollhockey-Bundesliga 9 squadre | Deutscher Rollsport-und Inline- Verband Rollhockey-Bundesliga 9 squadre | Deutscher Rollsport-und Inline- Verband Rollhockey-Bundesliga 9 squadre | Deutscher Rollsport-und Inline- Verband Rollhockey-Bundesliga 9 squadre | Deutscher Rollsport-und Inline- Verband Rollhockey-Bundesliga 9 squadre | Deutscher Rollsport-und Inline- Verband Rollhockey-Bundesliga 9 squadre | Deutscher Rollsport-und Inline- Verband Rollhockey-Bundesliga 9 squadre | Deutscher Rollsport-und Inline- Verband Rollhockey-Bundesliga 9 squadre | Deutscher Rollsport-und Inline- Verband Rollhockey-Bundesliga 9 squadre | Deutscher Rollsport-und Inline- Verband Rollhockey-Bundesliga 9 squadre | Deutscher Rollsport-und Inline- Verband Rollhockey-Bundesliga 9 squadre | Deutscher Rollsport-und Inline- Verband Rollhockey-Bundesliga 9 squadre | Deutscher Rollsport-und Inline- Verband Rollhockey-Bundesliga 9 squadre | Deutscher Rollsport-und Inline- Verband Rollhockey-Bundesliga 9 squadre | Deutscher Rollsport-und Inline- Verband Rollhockey-Bundesliga 9 squadre | Deutscher Rollsport-und Inline- Verband Rollhockey-Bundesliga 9 squadre |
| 2       | 2       | Deutscher Rollsport-und Inline- Verband 2. Bundesliga 5 squadre         | Deutscher Rollsport-und Inline- Verband 2. Bundesliga 5 squadre         | Deutscher Rollsport-und Inline- Verband 2. Bundesliga 5 squadre         | Deutscher Rollsport-und Inline- Verband 2. Bundesliga 5 squadre         | Deutscher Rollsport-und Inline- Verband 2. Bundesliga 5 squadre         | Deutscher Rollsport-und Inline- Verband 2. Bundesliga 5 squadre         | Deutscher Rollsport-und Inline- Verband 2. Bundesliga 5 squadre         | Deutscher Rollsport-und Inline- Verband 2. Bundesliga 5 squadre         | Deutscher Rollsport-und Inline- Verband 2. Bundesliga 5 squadre         | Deutscher Rollsport-und Inline- Verband 2. Bundesliga 5 squadre         | Deutscher Rollsport-und Inline- Verband 2. Bundesliga 5 squadre         | Deutscher Rollsport-und Inline- Verband 2. Bundesliga 5 squadre         | Deutscher Rollsport-und Inline- Verband 2. Bundesliga 5 squadre         | Deutscher Rollsport-und Inline- Verband 2. Bundesliga 5 squadre         | Deutscher Rollsport-und Inline- Verband 2. Bundesliga 5 squadre         | Deutscher Rollsport-und Inline- Verband 2. Bundesliga 5 squadre         | Deutscher Rollsport-und Inline- Verband 2. Bundesliga 5 squadre         | Deutscher Rollsport-und Inline- Verband 2. Bundesliga 5 squadre         |
| 3       | 3       | Deutscher Rollsport-und Inline- Verband Regionalliga West 9 squadre     | Deutscher Rollsport-und Inline- Verband Regionalliga West 9 squadre     | Deutscher Rollsport-und Inline- Verband Regionalliga West 9 squadre     | Deutscher Rollsport-und Inline- Verband Regionalliga West 9 squadre     | Deutscher Rollsport-und Inline- Verband Regionalliga West 9 squadre     | Deutscher Rollsport-und Inline- Verband Regionalliga West 9 squadre     | Deutscher Rollsport-und Inline- Verband Regionalliga West 9 squadre     | Deutscher Rollsport-und Inline- Verband Regionalliga West 9 squadre     | Deutscher Rollsport-und Inline- Verband Regionalliga West 9 squadre     | Deutscher Rollsport-und Inline- Verband Regionalliga Ost 4 squadre      | Deutscher Rollsport-und Inline- Verband Regionalliga Ost 4 squadre      | Deutscher Rollsport-und Inline- Verband Regionalliga Ost 4 squadre      | Deutscher Rollsport-und Inline- Verband Regionalliga Ost 4 squadre      | Deutscher Rollsport-und Inline- Verband Regionalliga Ost 4 squadre      | Deutscher Rollsport-und Inline- Verband Regionalliga Ost 4 squadre      | Deutscher Rollsport-und Inline- Verband Regionalliga Ost 4 squadre      | Deutscher Rollsport-und Inline- Verband Regionalliga Ost 4 squadre      | Deutscher Rollsport-und Inline- Verband Regionalliga Ost 4 squadre      |